# 路德维希二世 (黑森大公)
路德维希二世（Ludwig II，1777年12月26日—1848年6月16日），黑森的第二任大公，1830年至1848年在位。

## 生平
路德维希是黑森-达姆施塔特领地伯爵世子（后来的大公）路德维希与妻子黑森-達姆施塔特的路易絲的长子，1777年12月26日生于达姆施塔特。1830年4月6日父亲路德维希一世去世后继位成为黑森和莱茵河畔大公路德维希二世。但大公实际上并不参与政府事务，他只参与了第一届议会，且从1823年起是枢密院成员。
由于国债十分可观，设立了国债偿还基金，这使得他刚一登基就处于冲突的状态。由于他的统治向反动的方向发展，他的统治期间冲突一直延续着。1848年3月爆发了三月革命，3月5日其长子路德维希成为摄政。6月16日路德维希二世大公去世，终年70岁。

## 婚姻与子女

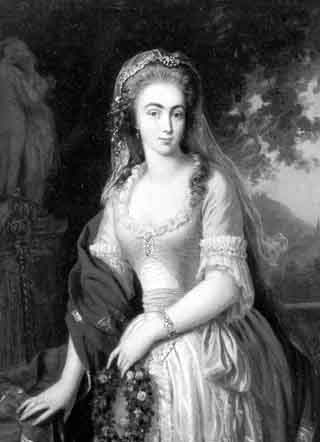
黑森大公夫人威廉明妮·路易丝

1804年6月19日，路德维希二世与表妹巴登的威廉明妮（1788年—1836年）结婚，有三子二女：
- 路德维希（Ludwig，1806年6月9日—1877年6月13日），后来的大公路德维希三世。
- 卡尔（Karl，1809年4月23日—1877年3月20日），与普鲁士的伊丽莎白公主结婚，是黑森大公路德维希四世的父亲。
- 伊丽莎白（Elisabeth，1821年—1826年），早夭。
- 亚历山大（Alexander，1823年7月15日—1888年12月15日），与平民茱莉亞·郝克结婚，巴滕貝格家族的始祖。
- 玛丽（Marie，1824年8月8日—1880年6月3日），与俄罗斯沙皇亚历山大二世结婚，成為俄羅斯皇后。

他们的后三个孩子被怀疑是大公夫人威廉明妮·路易丝与情夫奥古斯特·冯·塞纳尔克棱斯·德·格朗希（August von Senarclens de Grancy）的私生子。
| 路德维希二世 (黑森大公) 黑森王朝出生于：1777年12月26日逝世於：1848年6月16日 | 路德维希二世 (黑森大公) 黑森王朝出生于：1777年12月26日逝世於：1848年6月16日 | 路德维希二世 (黑森大公) 黑森王朝出生于：1777年12月26日逝世於：1848年6月16日 |
| 統治者頭銜                                                                  | 統治者頭銜                                                                  | 統治者頭銜                                                                  |
| --------------------------------------------------------------------------- | --------------------------------------------------------------------------- | --------------------------------------------------------------------------- |
| 前任： 路德维希一世                                                         | 黑森和莱茵河畔大公 1830年-1848年                                            | 繼任： 路德维希三世                                                         |